# Eldridge Industries
Eldridge Industries LLC es una sociedad de cartera estadounidense con sede en Greenwich, Connecticut, con oficinas en Nueva York, Londres y Beverly Hills. Eldridge realiza inversiones en las industrias de seguros, crédito, tecnología, bienes raíces, medios de comunicación, deportes y consumo.

## Historia
Eldridge se formó en 2015 por el director ejecutivo y presidente Todd Boehly, el presidente Anthony D. Minella y el abogado general Duncan Bagshaw, después de que Boehly comprara Dick Clark Productions, Billboard y The Hollywood Reporter, y Mediabistro de Guggenheim Partners.
En marzo de 2017, Eldridge lideró una ronda de financiación estimada en más de $ 100 millones para DraftKings, un proveedor diario de concursos de deportes de fantasía. Eldridge también tiene una participación en los Dodgers de Los Ángeles; Chavez Ravine, la superficie alrededor del Dodger Stadium; Cloud9 Atrium Sports; The Ready Games; y Epic Games.
En 2017, Eldridge adquirió, con un coinversor, NPC International, LLC, con sede en Pittsburg, la franquicia más grande de Pizza Hut (parte de Yum Brands) y Wendy's. El 1 de julio de 2020, NPC se acogió al Capítulo 11 de la bancarrota.
Eldridge sembró Essential Properties Realty Trust, un REIT que se hizo público en junio de 2018 bajo el símbolo NYSE: EPRT  .
La firma también proporcionó financiamiento a Prescient, una plataforma de tecnología de construcción, por $ 50 millones en julio de 2018. Eldridge comprometió $ 40 millones adicionales en fondos para la compañía en junio de 2020 por un total de $ 90 millones.
En 2018, Eldridge también se convirtió en socio del Global Citizen Festival, que se celebró en Sudáfrica para honrar la vida y el legado de Nelson Mandela en el año de su centenario.
En octubre de 2019, Eldridge invirtió $ 300 millones en la compañía de inversión inmobiliaria Kennedy Wilson.
En 2019, Eldridge aumentó su inversión en Maranon Capital, un administrador de inversiones, lo que resultó en que Eldridge tuviera una participación mayoritaria en la empresa.
Eldridge comprometió 1.000 millones de euros a Blackbrook Capital, una empresa europea independiente de inversión inmobiliaria, en marzo de 2020.
Eldridge es propietario de Security Benefit Life Insurance, una aseguradora con $ 40 mil millones en activos; Valence Media; CBAM Partners, un asesor de inversiones registrado en la SEC; Stonebriar Commercial Finance, una importante empresa de arrendamiento financiero y de arrendamiento financiero; y es copropietario de Cain International, una empresa inmobiliaria con sede en Londres que es propietaria de The Beverly Hilton y Waldorf Astoria Beverly Hills.
Eldridge posee una plataforma tecnológica para compañías de seguros, SE2. En 2019, SE2 y Life.io lanzaron una plataforma integrada de seguros de vida y anualidades, SE2 Digital Engage.
Thirteenth Floor Entertainment Group, un operador de salas de escape y lugares de entretenimiento con temática de terror, es propiedad parcial de Eldridge.
Eldridge ha invertido en las empresas de tecnología financiera PayActiv, Stash y Truebill. La empresa ha invertido en empresas de tecnología Capital Integration Systems (CAIS), Digital Asset, y Cutover.
En 2020, Eldridge participó en una ronda de financiación de 1.100 millones de dólares para el servicio de entrega digital Gopuff. La firma lideró una ronda de financiación de 475 millones de dólares para la empresa de inteligencia artificial Dataminr. Eldridge también invirtió en el desarrollador de juegos móviles Tripledot Studios.
Eldridge adquirió la empresa de tecnología de datos Knoema. Eldridge formaba parte de un grupo de acreedores que invirtieron 1.200 millones de dólares en la empresa canadiense Cirque du Soleil en 2020.
En diciembre de 2020, Eldridge proporcionó financiamiento a Ark Invest, lo que permitió a la fundadora de ARK, Cathie Wood, seguir siendo la accionista mayoritaria de la empresa.
En enero de 2021, el College of William & Mary anunció que se había asociado con Eldridge para desarrollar una serie de cursos relacionados con la política fiscal en Mason School of Business.
Eldridge invirtió en DPL Financial Partners en enero de 2021. Hudson Structured Capital Management refinanciado en 2021, con Eldridge como su principal patrocinador.
Eldridge ha respaldado al grupo hotelero Aurify Brands desde su fundación en 2011. Eldridge invirtió en la cadena internacional de panaderías y restaurantes Le Pain Quotidien a través de Aurify en marzo de 2021. Eldridge también invirtió en la cadena de pizzerías Chuck E. Cheese.
Ese año, Eldridge invirtió en PPRO Financial y Clearcover Insurance. Eldridge también adquirió el productor de artículos deportivos G-Form, que produce equipos deportivos Smart-Flex.

### Horizon Acquisition Corporation
La empresa de adquisiciones con fines especiales de Eldridge, Horizon Acquisition Corporation, se fundó en junio de 2020. La compañía solicitó una oferta pública inicial de cheques en blanco de $ 575 millones en agosto de 2020. Horizon Acquisition Corporation II, un SPAC centrado en medios y entretenimiento, en agosto de 2020.
En marzo de 2021, Horizon Acquisition Corporation III de Eldridge presentó una oferta pública inicial de 500 millones de dólares.

### Participaciones de medios
En 2015, Eldridge puso a la venta algunas de sus propiedades de medios, incluidos Adweek y los premios Clio . Adweek se vendió un año después a Beringer Capital, una firma de capital privado que invierte en medios digitales y servicios de marketing. Los Clio Awards, un evento de la industria publicitaria de 58 años, se vendieron a la empresa de inversión Evolution Media en 2017.
En diciembre de 2016, Billboard-Hollywood Reporter Media Group compró las publicaciones musicales Spin, Stereogum y Vibe de SpinMedia por un monto no revelado.
En febrero de 2018, Eldridge anunció que consolidaría tres de sus propiedades de entretenimiento en una nueva compañía, Valence Media, que cambió su nombre a MRC el 20 de julio de 2020. Las propiedades incluyeron Media Rights Capital, un estudio de cine y televisión que creó los programas de Netflix Ozark y House of Cards; Dick Clark Productions, productor de premios y otros programas de eventos en vivo; y el Billboard - The Hollywood Reporter Media Group.
Los cofundadores de MRC, Asif Satchu y Modi Wiczyk, se desempeñan como codirectores ejecutivos y Boehly como presidente. MRC también posee una participación minoritaria en la distribuidora de películas A24; y la productora Fulwell 73, con sede en Londres.
En diciembre de 2019, Valence adquirió el negocio de datos musicales de Nielsen Holdings.
En enero de 2020, MRC vendió las publicaciones musicales Spin y Stereogum a Next Management Partners.
En noviembre de 2020, Eldridge adquirió los derechos de publicación musical de la banda de rock estadounidense The Killers, cubriendo los primeros cinco álbumes de la banda. Universal Music Publishing Group seguirá administrando el catálogo.
En septiembre de 2020, se anunció que Penske Media Corporation y MRC formarían una empresa conjunta llamada PMRC. La nueva empresa administraría las operaciones diarias de publicaciones como Billboard, Hollywood Reporter, Vibe, Variety, Rolling Stone y Music Business Worldwide. También se anunció una segunda empresa conjunta entre MRC y Penske, para administrar el contenido y la propiedad intelectual, como series de televisión, películas y eventos en vivo, incluido South by Southwest.